# Hello (canção de Shinee)
Hello foi lançada em 1 de outubro de 2010, como o primeiro single da versão repackage do segundo álbum de estúdio da boy band sul-coreana Shinee, Lucifer sob o rótulo da SM Entertainment. A versão original é chamada de "Holla!" do cantor Mohamed Ali , a letra coreana foi escrita por Kim Ina.

## Vídeo musical
O teaser do vídeo da música foi lançado em 29 de setembro de 2010, através do canal oficial no YouTube da SM Entertainment. O vídeo completo da música foi lançado em 4 de outubro de 2010.
O grupo apresentou a musica pela primeira vez ao vivo em 1 de Outubro de 2010 no Music Bank. Eles cantaram a música ao vivo durante os dias seguintes em outros canais da KBS.
A coreografia foi feita por Rino Nakasone.

## Desempenho nas paradas
| Gráfico                      | Melhores posições |
| ---------------------------- | ----------------- |
| Gaon Weekly singles          | 7                 |
| Gaon Monthly singles         | 15                |
| Gaon Download singles chart  | 7                 |
| Gaon Streaming singles chart | 3                 |

## Versão japonesa
A versão japonesa de Hello foi lançada em 22 de junho de 2011 como um B-side do primeiro single japonês do Shinee, Replay, sob o selo da EMI Music Japan. A letra foi escrita por Natsumi Kobayashi.